# Peter Maxwell Davies
Peter Maxwell Davies (Salford, Lancashire, 8 de septiembre de 1934-Hoy, islas Orcadas, 14 de marzo de 2016) fue un compositor y director de orquesta británico.

## Biografía
Desde muy niño tomó lecciones de piano y comenzó a componer. Después de estudiar en la Leigh Grammar School, pasó a la Universidad Victoria de Mánchester y luego al Royal Manchester College of Music (reunidos en la Royal Northern College of Music en 1973), donde tuvo como compañeros de clase a Harrison Birtwistle, Alexander Goehr, Elgar Howarth y John Ogdon. Juntos formaron New Music of Manchester, un grupo comprometido con la música contemporánea. Después de graduarse en 1956, estudió brevemente con Goffredo Petrassi en Roma, antes de trabajar como Director de Música en una pequeña ciudad próxima a Gloucester, Cirencester (Cirencester Grammar School) de 1959 a 1962.
En 1962 obtuvo una beca Harkness Fellowship en la Universidad de Princeton, con la ayuda de Aaron Copland y Benjamin Britten, donde estudió con Roger Sessions, Milton Babbitt y Earl Kim. A continuación, se trasladó a Australia, donde fue «compositor residente» en el «Elder Conservatorium of Music», de la Universidad de Adelaida, de 1965-66. 
Luego regresó al Reino Unido, y se mudó a las Islas Orcadas, en un principio, en 1971 a Hoy y más tarde a Sanday, donde se instaló con su pareja Colin Parkinson. Las Orcadas (en particular su capital, Kirkwall) es la sede del «St Magnus Festival», un festival artístico fundado por Davies en 1977 que utilizó frecuentemente para presentar nuevas obras (a menudo interpretadas por la orquesta de la escuela local).
Davies fue director artístico de la «Dartington Summer School» de 1979 a 1984 y ha ocupado un número importante de puestos. Desde 1992 a 2002 fue director asociado y compositor de la BBC Philharmonic Orchestra y ha dirigido destacadas orquestas, entre ellas la Philharmonia, la Cleveland Orchestra, la Boston Symphony Orchestra y la Leipzig Gewandhaus Orchestra. En 2000, Davies regresó a Australia y fue artista residente del «Barossa Music Festival», el festival del valle viticultor de Adelaida, donde presentó algunas de sus obras de teatro musical y trabajó con estudiantes de la Barossa Spring Academy.
Ha sido galardonado con varios doctorados honorarios en diversas instituciones y desde 1989 ha sido Presidente de «Making Music» (la Federación Nacional de Sociedades de Música). Davies fue nombrado miembro de la CBE en 1981 y caballero en 1987. Fue nombrado Master of the Queen's Music (un puesto en el que le antecedieron en el siglo XX, entre otros, Edward Elgar, Arnold Bax y Arthur Bliss) para un período de diez años a desempeñar partir de marzo de 2004. La Universidad de Oxford le otorgó un doctorado honorario («Doctor in Music») en julio de 2005. El 25 de noviembre de 2006, sir Peter fue nombrado miembro honorario de la Canterbury Christ Church University, en una ceremonia celebrada en un servicio en la catedral de Canterbury. También es profesor de composición en la Royal Academy of Music.
En 1996, Davies fue uno de los primeros compositores clásicos en abrir un sitio web de descarga de música, MaxOpus. Sigue siendo uno de los sitios más completos de su tipo, con conversaciones grabadas del compositor, disponibles para varias obras, además de las descargas.
Davis era conocido como el «niño terrible» de los años 1960, cuya música frecuentemente conmocionaba. Una de las últimas de sus piezas abiertamente teatrales y chocante fue Eight Songs for a mad King («Ocho canciones para un rey loco», 1969): utiliza la parodia musical; en Eight Songs for a mad King, Davis tomo una pieza musical canónica, el Mesías de Handel, y la subvertió para satisfacer sus propias necesidades.
Davies tiene un gran interés en la ecologismo, y escribió The Yellowcake Review («La revista yellowcake», un juego de palabra, que significa tanto el «óxido de uranio concentrado» como «un pastel amarillo», en castellano, un «marrón»), que interpretó con la actriz Eleanor Bron, en protesta por los planes de las minas de mineral de uranio en las Orcadas. Es a partir de este conjunto de piezas de donde surge la conocida pieza pianistica Farewell to Stromness («Adiós a Stromness»). Davies también es abiertamente homosexual. En 2007, hubo una polémica en torno a su prevista Asociación Cívica («Civil Partnership») cuando se le dijo que la ceremonia no podría tener lugar en la «Sanday Light Railway». (un pequeño tren turístico de Las orcadas que funcionó de 2000 a 2006). Más tarde abandonó sus planes.
Su apellido es «Davies», siendo «Maxwell» su segundo nombre, aunque se le conoce informalmente como «Max». Un periodista de The Independent recordó con humor la confusión que este Davies le ocasionó cuando se alojaba en Las Vegas: nadie fue capaz de localizarlo en todo el hotel, a pesar de intentarlo con "Maxwell Davies", "Davies", "Max", "Sir Peter" y todas las permutaciones imaginables. Finalmente, se descubrió que el hotel le había registrado como "Mavis", lo que llevó al compositor a componer la pieza para orquesta Mavis in Las Vegas.
Murió en 2016, enfermo de leucemia.

## Música
Fue un prolífico compositor que ha escrito música en una variedad de estilos e idiomas a lo largo de su carrera, a menudo una combinación de estilos dispares en una sola pieza. Sus primeros trabajos incluyen la Trumpet Sonata (1955), escrita mientras estaba en la universidad, y su primera obra para orquesta, Prolation (1958), escrita bajo la tutela de Petrassi. Las primeras obras suelen usar técnicas seriales (por ejemplo, la Sinfonía para orquesta de cámara, 1962), a veces combinadas con métodos de composición medievales y renacentistas. Fragmentos de canto llano (un género medieval vocal, a capela, monódico y modal, con un rítmica verbal) se utilizan a menudo como fuente básica de material para ser adaptado y desarrollado de diversas formas.
Piezas de finales de 1960 comienzan a ocuparse de estas técnicas y tienden hacia el expresionismo y un carácter violento —como Revelation and Fall (basada en un poema de Georg Trakl), la mencionada Eight Songs for a Mad King, Vesalii Icones y la ópera Taverner—. Taverner demuestra una vez más su interés en la música del Renacimiento, tomando como tema al compositor John Taverner, y consta de partes que se asemejan a las formas renacentistas. La pieza orquestal St Thomas Wake (1969) también muestra este interés, y sobre todo es un ejemplo evidente del poliestilismo de Davies, combinando, como hace, un conjunto de foxtrot (tocado al estilo de los años veinte por una banda de baile), una pavana de John Bull y música del propio Davies (la obra es descrita por Davies como "Foxtrot for orchestra on a pavan by John Bull" («Foxtrot para orquesta sobre una pavana de John Bull»). Muchas obras de este período fueron interpretadas por el «Pierrot Players», el grupo que Davies fundó con Birtwistle en 1967 (en 1970 se transformaron en «The Fires of London» («Incendios de Londres») y se disolvieron en 1987).
Davies es conocido por su uso del cuadrado mágico como una fuente determinante de materiales musicales y de la propia estructura. En su obra Ave Maris Stella (1975) ha utilizado un cuadrado de 9x9, numerológicamente asociado a la luna, reducido el módulo 9 para producir un cuadrado latino para permutar las notas de una melodía de «canto llano» con el mismo nombre de la pieza y para regular la duración de las notas.
Worldes Blis (1969) indica un movimiento hacia una mayor integración y un estilo un poco más restringido, anticipando la calma que Davies pronto iba a encontrar en su nuevo hogar en las Orcadas. Algunos han establecido una comparación entre este estilo tardío y la música de Jean Sibelius. Su estilo actual se considera mucho más accesible, hasta el punto de que Birtwistle ya no se le considera como un modernista.
Desde su traslado a las Islas Orcadas, Davies trabajó a menudo sobre las Islas, o, más generalmente, sobre temas musicales escoceses, y en ocasiones ha puesto en música textos del escritor orcadiano George Mackay Brown. Escribió una serie de óperas como The Martyrdom of St Magnus («El Martirio de San Magnus», 1976), The Lighthouse («El faro», 1980, su ópera más popular) y The Doctor of Myddfai («El Doctor en Myddfai]», 1996). En 1987 y tras casi veinte años de gestación, una de sus óperas más ambiciosa, Resurrección (1963-87), una parábola nihilista que incluye piezas de banda de rock.
Davies también se interesó en las formas clásicas, completando su Primera Sinfonía en 1976. Escribió ocho Sinfonías numeradas —un ciclo sinfónico inicial de sinfonías desde la 1 a la 7 (2000) y la Sinfonía nº 8, la Antártida (2000)—, una Sinfonía Concertante (1982), así como la serie de diez «Strathclyde Concertos», escritos para diversos instrumentos (piezas surgidas de su asociación con la Scottish Chamber Orchestra, 1987-96). En 2002, comenzó a trabajar en una serie de cuarteto de cuerdas para el Maggini String Quartet para ser grabados en el sello Naxos (los llamados Naxos Quartets). Su último cuarteto es el n.º 9 (2006).
También compuso algunas obras orquestales ligeras, como Mavis in Las Vegas y Orkney Wedding, With Sunrise («Boda en las Orcadas, con sonrisa») (que incluye una gaita), así como una serie de piezas teatrales para niños y una buena parte de música con fines educativos. Además, escribió las partituras para las películas de Ken Russell The Devils (1971) y The Boy Friend (1971).
También escribió con especial afinidad por los jóvenes e intérpretes no profesionales, por ejemplo, su Fanfare: A salute to Dennis Brain («Fanfarria: Un saludo a Dennis Brain», un famoso trompista inglés (1921-57)) está concebida para intérpretes de sexto grado o superior, y ha compuesto varias óperas para niños, como A Selkie Tale, The Great Bank Robbery y The Spider's Revenge. 
La pieza corta de piano Farewell to Stromness entró en 2003 en el «Hall of Fame» de la Classic FM, en su primera entrada y fue en ese momento la nueva entrada más rápida de la historia.

## Composiciones destacadas
- 1962 - Fantasías on an In nomine of John Taverner, para gran orquesta, dividida en varios conjuntos de cámara.
- 1968 - Eight Songs For A Mad King, para cantante/narrador/actor y conjunto de cámara.
- 1968 - Missa super l'homme armé, para recitador, cantantes y conjunto.
- 1972 - Taverner, ópera.
- 1975 - Ave Maris Stella, para conjunto de cámara.
- 1977 - Symphony No. 1.
- 1977 - The Martyrdom of St Magnus ("El martirio de San Magno"), ópera.
- 1980 - Cinderella, ópera para niños.
- 1980 - The Lighthouse ("El faro"), ópera de cámara.
- 1982 - Image, Reflection, Shadow, para conjunto.
- 1985 - Concerto for Violin and Orchestra (dedicado a Isaac Stern, que lo estrenó el 21 de junio de 1986 en el «St. Magnus Festival» en las Islas Orcadas).
- 1988 - Resurrection, ópera.
- 1991 - Caroline Mathilde, ballet.
- 1993 - A Spell for Green Corn: The MacDonald Dances, para violín y orquesta.
- 1997 - Job, para voces y orquesta.
- 1996 - The Doctor of Mydffai, ópera.
- 2011 - Kommilitonen!, ópera.

## Grabaciones destacadas
- Naxos Quartets (ver en: www.naxos.com Archivado el 29 de septiembre de 2007 en Wayback Machine.).
- Missa parvula; two organ pieces; two motets] - Hyperion CDA67454. (ver en: www.chesternovello.com).
- Magnificat and Nunc Dimittis and O Sacrum Convivium - Delphian DCD34037
- Symphonies 1 - 6 - BBC Philharmonic/composer - Collins Classics.
- Ave Maris Stella; Image, Reflection, Shadow; Runes from a Holy Island - Fires of London/composer - Unicorn-Kanchana.

## Catálogo de obras
| Año     | Obra | Tipo de obra                          | Duración |
| ------- | --- | ------------------------------------- | -------- |
| 1952    | Quartet Movement. | Música de cámara (cuarteto)           | 03:00    |
| 1955    | Sonata for Trumpet, para trompeta y piano. | Música instrumental (dúo)             | 07:00    |
| 1955/56 | Piezas para piano. | Piano solo.                           | 15:00    |
| 1956    | Stedman Doubles (rev. 1968), para clarinete y percusión.                                                                                              | Música instrumental (dúo)             | 30:00    |
| 1956    | Clarinet Sonata. | Clarinete solo.                       | 25:00    |
| 1957    | Alma Redemptoris Mater, para sexteto de vientos. | Música instrumental (conjunto)        | 07:00    |
| 1957    | St. Michael. Sonata para 17 instrumentos de viento.                                                                                                   | Música instrumental (conjunto)        | 17:00    |
| 1958    | Stedman Caters (rev.1968), para conjunto instrumental.                                                                                                | Música instrumental (conjunto)        | 15:00    |
| 1958    | Sexteto (revisado en 1972 como «Septeto», con el añadido de guitarra).                                                                                | Música instrumental (conjunto)        | -        |
| 1958/59 | Prolation, para orquesta. | Música orquestal                      | 20:00    |
| 1959    | Ricercar and Doubles on 'To many a well', para conjunto instrumental.                                                                                 | Música instrumental (conjunto)        | 12:00    |
| 1959    | Five Motets, para canto e instrumentos. | Música vocal (instrumentos)           | 18:00    |
| 1959    | Arreglo de William Byrd: Three Dances, para orquesta escolar.                                                                                         | Música orquestal                      | 04:00    |
| 1959/76 | Five Klee Pictures, para piano. | Música solista (piano)                | 10:00    |
| 1960    | Organ Fantasia from O Magnum Mysterium. | Música solista (órgano)               | 14:00    |
| 1960    | Arreglo de Five Voluntaries (Croft, Clarke, Attaignant y Couperin), para orquesta escolar.                                                            | Música instrumental (conjunto)        | 19:00    |
| 1960    | O magnum rnysterium, cuatro carols para coro (SATB), con dos sonatas instrumentales y órgano fantasía.                                                | Música coral (instrumentos)           | 40:00    |
| 1961    | Cuarteto de cuerda nº 1. | Música de cámara (cuarteto)           | 13:00    |
| 1961    | Ave Maria, Hail Blessed Flower, coro a capella. | Música coral (capella)                | 02:00    |
| 1961    | Carol on St. Steven. Carol para coro (SATB). | Música coral (capella)                | 02:00    |
| 1961    | Te Lucis Ante Terminum, Compline hymn para coro (SATB) y conjunto instrumental.                                                                       | Música vocal (instrumentos)           | 11:00    |
| 1961/62 | First Fantasia on an In Nomine of John Taverner, para orquesta.                                                                                       | Música orquestal                      | 11:00    |
| 1962    | The Lord's Prayer, Coro mixto a cappella. | Música coral (a capella)              | 02:00    |
| 1962    | Carol on St. Steven, Villancico para coro (SATB). | Música coral (a capella)              | 04:00    |
| 1962    | Jesus Autem Hodie, Villancico para coro (SATB). | Música coral (a capella)              | 04:00    |
| 1962    | Sinfonía, orquesta de cámara. | Música orquestal (cámara)             | 23:00    |
| 1962    | Leopardi Fragments (Texto: Leopardi). Cantata para soprano, contralto y conjunto instrumental.                                                        | Música vocal (cantata)                | 16:00    |
| 1962    | Alma Redemptoris Mater, Villancico para cuatro voces iguales.                                                                                         | Música coral (a capella)              | 07:00    |
| 1962    | Nowell, Villancico para coro (SATB). | Música coral (capella)                | 07:00    |
| 1963    | Veni sancte spiritus, para canto e instrumentos. | Música vocal e instrumental           | 20:00    |
| 1963/65 | Seven In Nomine, para orquesta. | Música orquestal                      | 14:00    |
| 1964    | Second Fantasia, para orquesta. | Música orquestal                      | 39:00    |
| 1964    | Shakespeare Music, para conjunto instrumental. | Música instrumental (conjunto)        | 11:00    |
| 1964    | Ave, Plena Gracia. Villancico para coro (SATB), con órgano opcional.                                                                                  | Música coral (a capella o con órgano) | 03:00    |
| 1965    | Ecce Manus Tradentis. Motete para coro (SATB), SATB solistas y conjunto instrumental.                                                                 | Música coral e instrumental           | 24:00    |
| 1965    | Revelation and Fall, para canto e instrumentos. | Música vocal (instrumentos)           | 25:00    |
| 1965    | The Shepherds Calender, para canto e instrumentos. | Música vocal (instrumentos)           | 20:00    |
| 1965    | Shall I Die for Mannis Sake?. Villancico para coro (SA) y piano.                                                                                      | Música coral (piano)                  | 03:00    |
| 1966    | Notre Dame des Fleurs, para soprano, mezzo-soprano, contratenor y orquesta.                                                                           | Música teatral                        | 06:00    |
| 1966    | Five Carols, para coro (SAA). | Música coral (capella)                | 08:00    |
| 1967    | Hymnos, para clarinete y piano. | Música instrumental (dúo)             | 12:00    |
| 1967    | Antechrist, para conjunto instrumental. | Música instrumental (conjunto)        | 06:00    |
| 1967/68 | Missa super L'Homme Arm‚ Misa parodiada para narrador o cantante, (masculino o femenino) y conjunto instrumental (rev. 1971)                          | Música sacra (misa)                   | 20:00    |
| 1968    | Arreglo de Purcell: Fantasia and Two Pavans. Realización para conjunto instrumental.                                                                  | Música instrumental (conjunto)        | 12:00    |
| 1969    | St. Thomas Wake. Foxtrot for orchestra on a Pavan by John Bull.                                                                                       | Música orquestal                      | 20:00    |
| 1969    | Eight Songs for a Mad King [8 Cantos para un rey loco]. Música teatral para voz masculina y conjunto instrumental.                                    | Música teatral                        | 30:00    |
| 1969    | Canzona (basada en Giovanni Gabrieli), para orquesta.                                                                                                 | Música orquestal                      | 04:00    |
| 1969    | Worldes Blis, para orquesta. | Música orquestal                      | 37:00    |
| 1969    | Sub Tuam Protectionem, para piano. | Música solista (piano)                | 05:00    |
| 1969    | Solita, para flauta solo. | Música solista (flauta)               | 10:00    |
| 1969    | Vesalii Icones. Música teatral para bailarín, cello y conjunto instrumental.                                                                          | Música teatral                        | 40:00    |
| 1969    | Arreglo de Gabrieli: Canzona, para pequeña orquesta o para conjunto instrumental.                                                                     | Música instrumental (conjunto)        | 05:00    |
| 1970    | Points and Dances from Taverner, Danzas instrumentales y piezas para teclado de la ópera "Taverner".                                                  | Música instrumental (conjunto)        | 18:00    |
| 1970    | Ut Re Mi, para piano. | Música solista (piano)                | 03:00    |
| 1970    | Buxtehude: Also Hat Gott die Welt Geliebet, para soprano y conjunto de cámara.                                                                        | Música vocal (instrumentos)           | 12:00    |
| 1970    | Taverner. Ópera en dos actos. | Ópera                                 | 130:00   |
| 1971    | Suite from The Devils, para flauta y orquesta. | Música orquestal (concertante)        | 20:00    |
| 1971    | Canon in Memoriam Igor Stravinsky. Enredo en forma de canon para conjunto instrumental.                                                               | Música instrumental (conjunto)        | -        |
| 1971    | Turris Campanarum Sonatum - The Bell Tower, para solo de percusión.                                                                                   | Música solista (percusión)            | -        |
| 1971    | Suite from The Boy Friend. De la banda sonora del filme Ken Russell basado en el musical de Sandy Wilson, para conjunto instrumental o para orquesta. | Música de película                    | 25:00    |
| 1971    | From Stone to Thorn. Cantata para soprano y ensemble.                                                                                                 | Música vocal (cantata)                | 13:00    |
| 1971    | Concert Suite de The Boyfriend. | Música orquestal                      | 25:00    |
| 1972    | Fool's Fanfare, para narrador y ensamble. | Música vocal (instrumentos)           | 07:00    |
| 1972    | Lullaby for Ilian Rainbow, para guitarra sola. | Música solista (guitarra)             | 05:00    |
| 1972    | Arreglo de Dunstable: Veni Sancte - Veni Creator Spiritus, Realización y glosa para conjunto instrumental.                                            | Música instrumental (conjunto)        | 09:00    |
| 1972    | Hymn to St. Magnus, para conjunto instrumental con mezzo-soprano obbligato.                                                                           | Música vocal (instrumentos)           | 37:00    |
| 1972    | Blind Man's Buff, para mimo masculino, bailarín masculino, soprano, mezzo-soprano y orquesta.                                                         | Música teatral                        | 20:00    |
| 1972    | Tenebrae Super Gesualdo, para mezzo y orquesta, sobre un tema de Gesualdo.                                                                            | Música vocal (orquesta)               | 20:00    |
| 1972/74 | Arreglo de J.S. Bach: Two Preludes and Fugues. Realizaciones para conjunto instrumental.                                                              | Música instrumental (conjunto)        | 09:00    |
| 1973    | Fiddlers at the Wedding. Ciclo de Lieder para mezzo-soprano y conjunto instrumental.                                                                  | Música vocal (instrumentos)           | 19:00    |
| 1973    | Fantasia on One Note (after Henry Purcell), para ensemble.                                                                                            | Música instrumental (conjunto)        | 05:00    |
| 1973    | Arreglo de Renaissance Scottish Dances. Arreglado para conjunto instrumental.                                                                         | Música instrumental (conjunto)        | 10:00    |
| 1973    | Arreglo de Purcell: Fantasia upon One Note. Realization para conjunto instrumental.                                                                   | Música instrumental (conjunto)        | 05:00    |
| 1973    | Si Quis Diligit Me. Motete sobre un original de David Peebles y Francy Heagy, para conjunto instrumental.                                             | Música vocal (capella)                | 04:00    |
| 1973    | Stone Litany: Runes from a House of the Dead, para mezzo-soprano y orquesta.                                                                          | Música vocal (orquesta)               | 20:00    |
| 1973    | All Sons of Adam, Motete para conjunto instrumental on an anonymous 16th-century Scottish original.                                                   | Música instrumental (conjunto)        | 05:00    |
| 1974    | Miss Donnithorne's Maggot. Música teatral para soprano or mezzo-soprano y conjunto instrumental.                                                      | Música teatral                        | 37:00    |
| 1974    | Psalm 124. Motete sobre early Scottish originals para conjunto instrumental.                                                                          | Música instrumental (conjunto)        | 10:00    |
| 1974    | Dark Angels. Ciclo de Lieder para mezzo-soprano y guitar.                                                                                             | Música vocal (instrumentos)           | 12:00    |
| 1975    | Stevie's Ferry to Hoy, para piano para principiantes.                                                                                                 | Música solista (piano)                | 03:00    |
| 1975    | The Door of the Sun, para solo de viola. | Música solista (viola)                | 06:00    |
| 1975    | Ave Maris Stella, para conjunto instrumental. | Música instrumental (conjunto)        | 32:00    |
| 1975    | Arreglo de Kinloche his Fantassie (fantasy by 16th-century Scottish composer William Kinloch), arreglado para conjunto instrumental.                  | Música instrumental (conjunto)        | 05:00    |
| 1975    | The Kestrel Paced Round the Sun, para flauta sola. | Música solista (flauta)               | 04:00    |
| 1975    | The Seven Brightnesses, para clarinete solo. | Música solista (clarinete)            | 04:00    |
| 1975    | Arreglo de My Lady Lothian's Lilt (basada en un anónimo escocés), para conjunto instrumental y mezzo-soprano obligato.                                | Música instrumental (conjunto)        | -        |
| 1975    | Three Studies for Percussion, para conjunto. | Música instrumental (conjunto)        | 05:00    |
| 1976    | Sinfonia nº 1. | Música orquestal (sinfonía)           | 58:00    |
| 1976    | The Martyrdom of St. Magnus, ópera de cámara en nueve escenas.                                                                                        | Música de ópera                       | 72:00    |
| 1976    | The Blind Fiddler. Song-cycle para mezzo-soprano y conjunto instrumental.                                                                             | Música vocal (instrumentos)           | 43:00    |
| 1976    | Anakreontika, para mezzo-soprano y conjunto de cámara.                                                                                                | Música vocal (instrumentos)           | 15:00    |
| 1976    | Ave Rex Angelorum. Villancico para coro (SATB). | Música coral (a capella)              | 03:00    |
| 1976    | Three Organ Voluntaries. | Música solista (órgano)               | 07:00    |
| 1977    | Our Father Whiche in Heaven Art. Motete para conjunto instrumental sobre un original de John Angus.                                                   | Música vocal (instrumentos)           | 05:00    |
| 1977    | Little Quartet No. 2, para cuarteto de cuerda (rev. 1987).                                                                                            | Música de cámara (cuarteto)           | 04:00    |
| 1977    | Norn Pater Noster, Prayer para coro (SATB) y órgano.                                                                                                  | Música coral (órgano)                 | 03:00    |
| 1977    | Runes from a Holy Island, para ensemble. | Música instrumental (conjunto)        | 11:00    |
| 1977    | Westerlings. Four songs and a prayer, with seascapes para coro (SATB).                                                                                | Música coral (capella)                | 18:00    |
| 1977    | A Mirror of Whitening Light. Speculum Luminis de Albensis, para conjunto instrumental.                                                                | Música instrumental (conjunto)        | 22:00    |
| 1978    | The Two Fiddlers, ópera. | Música de ópera                       | 50:00    |
| 1978    | Salome. Ballet in two acts. | Música de ballet.                     | 120:00   |
| 1978    | Dances from The Two Fiddlers, Arranged para violín solo y conjunto instrumental (hay vers. Par violín y piano 1988).                                  | Música instrumental (conjunto)        | 07:00    |
| 1978    | Four Lessons, para 2 keyboard instrumentos. | Música instrumental (dúo)             | 10:00    |
| 1978    | Four Instrumental Motets. Publicación de cuatro obras juntas - Si Quis Diligit Me, All Sons of Adam, Our Father Whiche in Heaven Art and Psalm 124.   | Música vocal (capella).               | -        |
| 1978    | Le Jongleur de Notre Dame, para barítono, juglar y orquesta.                                                                                          | Música teatral                        | 25:00    |
| 1979    | Black Pentecost, para mezzo-soprano, barítono y orquesta.                                                                                             | Música vocal (orquesta)               | 53:00    |
| 1979    | Nocturne, para alto flauta solo. | Música solista (flauta)               | 05:00    |
| 1979    | Solstice of Light. Cantata para tenor, SATB coro y órgano.                                                                                            | Música vocal (cantata)                | 46:00    |
| 1979    | Kirkwall Shopping Songs. Song-cycle para jóvenes voces de niños y instrumentos.                                                                       | Música vocal (instrumentos)           | 16:00    |
| 1979/81 | The Lighthouse, ópera de cámara. | Música de ópera                       | 72:00    |
| 1980    | Little Quartet No. 1, para cuarteto de cuerdas. | Música de cámara (cuarteto)           | 09:00    |
| 1980    | The Yellow Cake Revue, para singer or reciter y piano.                                                                                                | Música vocal (piano)                  | 25:00    |
| 1980    | Farewell to Stromness. Piano interlude from The Yellow Cake Revue (hay arr. guitarra by Timothy Walker), para piano.                                  | Música solista (piano)                | 05:30    |
| 1980    | A Welcome to Orkney, para conjunto instrumental. | Música instrumental (conjunto)        | 03:00    |
| 1980    | Sinfonia nº 2. | Música orquestal (sinfonía)           | 55:00    |
| 1980    | Cinderella, ópera. | Música de ópera                       | 50:00    |
| 1980    | Yesnaby Ground. Piano interlude from The Yellow Cake Revue (hay para 2 guitarras by Allan Neave).                                                     | Música solista (guitarra)             | 03:00    |
| 1981    | Songs of Hoy, para coro y orquesta. | Música coral (orquesta)               | 25:00    |
| 1981    | Brass Quintet. | Música instrumental (conjunto)        | 25:00    |
| 1981    | The Medium. Monodrama para mezzo-soprano solo. | Música teatral                        | 50:00    |
| 1981    | The Rainbow, ópera. | Música de ópera                       | 25:00    |
| 1981    | Seven Songs Home, coro a capella. | Música coral (capella)                | 12:00    |
| 1981    | The Bairns of Brugh, para conjunto instrumental. | Música instrumental (conjunto)        | 06:00    |
| 1981    | Piano Sonata, para piano. | Música solista (piano)                | 28:00    |
| 1981    | Sonatina for Trumpet, para trompeta solo. | Música solista (trompeta)             | 02:30    |
| 1981    | Lullaby for Lucy, para coro (SATB). | Música coral (capella)                | 05:00    |
| 1981    | Hill Runes, para guitarra solo. | Música solista (guitarra)             | 09:00    |
| 1982    | March: The Pole Star, para banda de metales. | Música orquestal                      | 05:00    |
| 1982    | Organ Sonata. | Música solista (órgano)               | 17:00    |
| 1982    | Image, Reflection, Shadow, para ensemble. | Música instrumental (conjunto)        | 40:00    |
| 1982    | Sea Eagle, para trompa. | Música solista (trompa)               | 09:00    |
| 1982    | Sinfonia Concertante, para quinteto de vientos y orquesta.                                                                                            | Música orquestal (sinfonía)           | 36:00    |
| 1982    | Tallis: Four Voluntaries, para banda de metales. | Música orquestal                      | 04:00    |
| 1983    | Sinfonietta Accademica. | Música orquestal (sinfonietta)        | 22:00    |
| 1983    | Birthday Music for John, para flauta, viola y violonchelo.                                                                                            | Música instrumental (trío)            | 09:00    |
| 1983    | Into the Labyrinth, para Tenor y orquesta. | Música vocal (orquesta)               | 31:00    |
| 1983    | Gesualdo: Two Motets, para banda de metales. | Música orquestal                      | 03:00    |
| 1984    | An Orkney Wedding with Sunrise, para orquesta. | Música orquestal                      | 13:00    |
| 1984    | Agnus Dei. | Música coral (orquesta)               | 05:00    |
| 1984    | Guitar Sonata. | Música solista (guitarra)             | 10:00    |
| 1984    | Sonatine, para violín y cimbalom. | Música instrumental (dúo)             | 12:00    |
| 1984    | One Star at Last, coro a capella. | Música coral (capella)                | 03:00    |
| 1984    | The No 11 Bus, para bailarines, mimo, mezzo-soprano, tenor, barítono y orquesta.                                                                      | Música teatral                        | 50:00    |
| 1984    | Sinfonia nº 3. | Música orquestal (sinfonía)           | 58:00    |
| 1984    | Unbroken Circle, para afl.bcl/va.vc/pf. | Música instrumental (conjunto)        | 05:00    |
| 1985    | First Ferry to Hoy, para coro juvenil (SATB), percusión juvenil y recorder band y conjunto instrumental.                                              | Música orquestal                      | 16:00    |
| 1985    | The Peat Cutters, para SATB youth chorus, children's coro y banda de metales.                                                                         | Música vocal (orquesta)               | 25:00    |
| 1986    | Jimmack the Postie, para orquesta. | Música orquestal                      | 09:00    |
| 1986    | Arreglo de Dowland: Farewell a Fancye, para conjunto instrumental.                                                                                    | Música instrumental (conjunto)        | 05:00    |
| 1986    | Excuse Me, para mezzo-soprano y conjunto de cámara.                                                                                                   | Música vocal (instrumentos)           | 20:00    |
| 1986    | Concerto for Violin, para violín y orquesta, J. 208.                                                                                                  | Música orquestal (concierto)          | 31:00    |
| 1986    | Sea Runes, coro a capella. | Música coral (capella)                | 03:00    |
| 1986    | House of Winter, coro a capella. | Música coral (capella)                | 10:00    |
| 1986    | Strathclyde Concerto No. 01, para oboe y orquesta. | Música orquestal (concierto)          | 27:00    |
| 1986    | Winterfold, para mezzo-soprano y camber ensemble. | Música vocal (instrumentos)           | 11:00    |
| 1987    | Resurrection, para mezzo soprano, contratenor, 2 tenores, 2 barítonos, bajo, 4 bailarines y orquesta.                                                 | Música teatral                        | 90:00    |
| 1988    | Strathclyde Concerto No. 02, para cello y orquesta.                                                                                                   | Música orquestal (concierto)          | 32:00    |
| 1988    | Mishkenot, para conjunto instrumental. | Música instrumental (conjunto)        | 07:00    |
| 1988    | Six Songs for St Andrews, para coro y orquesta. | Música coral (orquesta)               | 65:00    |
| 1988    | Concierto para trompeta. | Música orquestal (concierto)          | 30:00    |
| 1989    | Strathclyde Concerto No. 03, para trompa, trompeta y orquesta.                                                                                        | Música orquestal (concierto)          | 31:00    |
| 1989    | Dinosaur at Large, para 7 voces solistas, coro y orquesta.                                                                                            | Música teatral                        | 25:00    |
| 1989    | Sinfonia nº 4. | Música orquestal (sinfonía)           | 42:00    |
| 1989    | Hallelujah: The Lord God Almichtie, coro a capella.                                                                                                   | Música coral (capella)                | 05:00    |
| 1989    | The Great Bank Robbery, para 20 voces solistas, coro y orquesta.                                                                                      | Música teatral                        | 30:00    |
| 1989    | Jupiter Landing, para 10 voces solistas, coro y orquesta.                                                                                             | Música teatral                        | 25:00    |
| 1989    | Threnody on a Plainsong for Michael Vyner, para orquesta.                                                                                             | Música orquestal                      | 04:00    |
| 1990    | Dangerous Errand, para coro y orquesta. | Música teatral                        | 25:00    |
| 1990    | Strathclyde Concerto No. 04, para clarinete y orquesta.                                                                                               | Música orquestal (concierto)          | 29:00    |
| 1990    | Hymn to the Word of God, coro a capella. | Música coral (capella)                | 05:00    |
| 1990    | Apple Basket: Apple Blossom, coro a capella. | Música coral (capella)                | 06:00    |
| 1991    | Caroline Mathilde: Ballet. | Música de ballet.                     | 125:00   |
| 1991    | The Spiders' Revenge, open instrumentation: rec/3 tuned+untuned perc.                                                                                 | Música teatral                        | 25:00    |
| 1991    | Caroline Mathilde: Concert Suite from Act II of the ballet, para orquesta.                                                                            | Música orquestal                      | 25:00    |
| 1991    | Ban: Vanitas, arreglada para orquesta de cuerda. | Música de cámara (cuarteto)           | 03:00    |
| 1991    | Strathclyde Concerto No. 05, para violín, viola y orquesta de cuerdas.                                                                                | Música orquestal (concierto)          | 33:00    |
| 1991    | Strathclyde Concerto No. 06, para flauta y orquesta.                                                                                                  | Música orquestal (concierto)          | 25:00    |
| 1991    | First Grace of Light, para oboe solo. | Música solista (oboe)                 | 04:30    |
| 1991    | Ojai Festival Overture, para orquesta. | Música orquestal                      | 05:30    |
| 1991    | Caroline Mathilde: Concert Suite from Act I of the ballet, para orquesta.                                                                             | Música orquestal                      | 25:00    |
| 1992    | A Selkie Tale, para 7 solistas y orquesta. | Música teatral                        | 25:00    |
| 1992    | The Turn of the Tide, para solistas, coro y orquesta.                                                                                                 | Música coral (orquesta)               | 25:00    |
| 1992    | Strathclyde Concerto No. 07, para double bass y orquesta.                                                                                             | Música orquestal (concierto)          | 21:00    |
| 1992    | Sir Charles his Pavan, para orquesta. | Música orquestal                      | 04:00    |
| 1993    | Corpus Christi, with Cat y Mouse, coro a capella. | Música coral (capella)                | 19:00    |
| 1993    | Strathclyde Concerto No. 08 para Bassoon y orquesta.                                                                                                  | Música orquestal (concierto)          | 25:00    |
| 1993    | A Spell for Green Corn: The Macdonald Dances, para violín y orquesta.                                                                                 | Música orquestal (concierto)          | 19:00    |
| 1993    | Six Secret Songs, para piano. | Música solista (piano)                | 07:00    |
| 1993    | Shepherds of Hoy, coro a capella. | Música coral (capella)                | 02:00    |
| 1993    | Two Dances from the ballet 'Caroline Mathilde', para flauta y arpa.                                                                                   | Música instrumental (dúo)             | 08:00    |
| 1993    | Seven Summer Songs, para coro y orquesta. | Música coral (orquesta)               | 20:00    |
| 1993/94 | Chat Moss, para orquesta. | Música orquestal                      | 07:00    |
| 1994    | Carolisima. Serenata para orquesta de cámara. | Música orquestal (cámara)             | 17:00    |
| 1994    | Mercurius, para coro (SATB) y crótalos. | Música coral (capella)                | 04:00    |
| 1994    | A Hoy Calendar, coro a capella. | Música coral (capella)                | 05:00    |
| 1994    | Invocation to Mercurius, coro a capella. | Música coral (capella)                | 04:00    |
| 1994    | Cross Lane Fair, para Northumbrian Pipes, Bodhran y orquesta.                                                                                         | Música orquestal (concertante)        | 14:00    |
| 1994    | Sinfonia nº 5. | Música orquestal (sinfonía)           | 26:00    |
| 1994/95 | Strathclyde Concerto No. 09, para seis instrumentos.                                                                                                  | Música orquestal (concierto)          | 20:00    |
| 1995    | The Doctor of Myddfai. Opera in two acts. | Música de ópera                       | 95:00    |
| 1995    | Thaw, para conjunto instrumental. | Música instrumental (conjunto)        | 03:00    |
| 1995    | The Beltane Fire. Poema coreográfico para orquesta.                                                                                                   | Música de ballet                      | 37:00    |
| 1995    | Time and Raven, para orquesta. | Música orquestal                      | 14:00    |
| 1995    | The Three Kings, coro y orquesta. | Música coral (orquesta)               | 50:00    |
| 1996    | A Birthday Card for Hans, para mezzo soprano y conjunto instrumental.                                                                                 | Música vocal (instrumentos)           | 04:00    |
| 1996    | Sinfonia nº 6. | Música orquestal (sinfonía)           | 48:00    |
| 1996    | Throstle's Nest Junction, para orquesta. | Música orquestal                      | 13:00    |
| 1996    | Mavis in Las Vegas, para orquesta. | Música orquestal                      | 15:00    |
| 1996    | Reliqui Domum Meum. | Música solista (órgano)               | 03:00    |
| 1996    | Strathclyde Concerto No. 10, para orquesta. | Música orquestal (concierto)          | 31:00    |
| 1996    | Midhouse Air, para violín y viola. | Música instrumental (dúo)             | 03:00    |
| 1997    | Concierto para piano y orquesta. | Música orquestal (concierto)          | 35:00    |
| 1997    | Orkney Saga I: (formerly Sails in St. Magnus I) Fifteen keels laid in Norway for Jerusalem-farers, para orquesta.                                     | Música orquestal                      | 20:00    |
| 1997    | Orkney Saga II: (formerly Sails in St. Magnus II) In Kirkwall, the first red Saint Magnus Stones, para orquesta.                                      | Música orquestal                      | 20:00    |
| 1997    | Piccolo concerto, para piccolo y orquesta. | Música orquestal (concierto)          | 17:00    |
| 1997    | Il Rozzo Martello, coro a capella. | Música coral (capella)                | 12:00    |
| 1997    | The Jacobite Rising, para solistas, coro y orquesta.                                                                                                  | Música coral (orquesta)               | 25:00    |
| 1997    | Job, para solistas, coro y orquesta. | Música coral (orquesta)               | 70:00    |
| 1998    | Maxwell's Reel, with Northern Lights, para orquesta.                                                                                                  | Música orquestal                      | 11:00    |
| 1998    | Fanfare - Musis Aurora Benigna, para ensemble. | Música instrumental (conjunto)        | 03:00    |
| 1998    | Sea Elegy, para solistas, coro y orquesta. | Música coral (orquesta)               | 16:00    |
| 1998    | Mrs. Linklater's Tune, para violín. | Música solista (violín)               | 04:00    |
| 1998    | Temenos, with Mermaids and Angels, para mezzo y orquesta.                                                                                             | Música vocal (orquesta)               | 15:00    |
| 1998    | A Reel of Seven Fishermen, para orquesta. | Música orquestal                      | 30:00    |
| 1998    | Swinton Jig, para orquesta. | Música orquestal                      | 15:00    |
| 1998    | Roma Amor, para orquesta. | Música orquestal                      | 30:00    |
| 1998    | An Orkney Tune, para piano. | Música solista (piano)                | 02:00    |
| 1999    | High on the Slopes of Terror, para orquesta. | Música orquestal                      | 20:00    |
| 1999    | Orkney Saga III: (formerly Sails in St. Magnus III) An Orkney wintering. Stone poems in Orkahowe: ""great treasure..."", para saxophone y orquesta".  | Música orquestal (concertante)        | 18:00    |
| 1999    | Mr. Emmet Takes a Walk (Mr. Emmet sale a pasear) (David Pountney), ópera.                                                                             | Música de ópera                       | 60:00    |
| 1999    | Jubilate Deo, SATB chorus, para órgano y brass ensemble.                                                                                              | Música coral (instrumentos)           | 04:00    |
| 1999    | Litany - for a Ruined Chapel between Sheep and Shore, para trompeta.                                                                                  | Música solista (trompeta)             | 11:00    |
| 1999    | Spinning Jenny, A Portrait of Leigh, Lancashire, circa 1948, para orquesta.                                                                           | Música orquestal                      | 18:00    |
| 1999    | Trumpet Quintet. | Música instrumental (conjunto)        | 28:00    |
| 1999    | Horn Concerto. | Música orquestal (concierto)          | 23:00    |
| 2000    | Una Balena Azzurra, coro a capella. | Música coral (capella)                | 03:00    |
| 2000    | Six Sanday Tunes, para orquesta. | Música orquestal                      | 10:00    |
| 2000    | Orkney Saga V: (formerly Sails in St. Magnus V) Westerly gale in Biscay, salt in the bread broken, para coro (SATB) y orquesta.                       | Música coral (orquesta)               | 14:00    |
| 2000    | Fanfare for Lowry, para dos trompetas. | Música solista (trompetas)            | 04:00    |
| 2000    | Sinfonia nº 7. | Música orquestal (sinfonía)           | 45:00    |
| 2000    | Sinfonia nº 8, Antarctic. | Música orquestal (sinfonía)           | 40:00    |
| 2000    | A Glass of Frontignac, para ensemble. | Música instrumental (conjunto)        | 05:00    |
| 2000    | A Dream of Snow, coro a capella. | Música coral (capella)                | 12:00    |
| 2001    | Canticum Canticorum, para solistas, coro y orquesta.                                                                                                  | Música coral (orquesta)               | 45:00    |
| 2001    | De Assumtione Beatae Mariae Virginis, para ensemble.                                                                                                  | Música instrumental (conjunto)        | 28:00    |
| 2001    | Crossing Kings Reach, para ensemble. | Música instrumental (conjunto)        | 18:00    |
| 2001    | Lux in Tenebris, para Double bass. | Música solista                        | 04:00    |
| 2001    | Barriers. Incidental Music para the play by Alan Plater.                                                                                              | Música incidental                     | -        |
| 2001    | Dove, Star-Folded, para violín, viola y cello. | Música instrumental (trío)            | 08:00    |
| 2002    | Economies of Scale, para clarinete, piano, violín, cello.                                                                                             | Música instrumental (cuarteto)        | 08:00    |
| 2002    | Naxos Quartet No. 1. | Música de cámara (cuarteto)           | 30:00    |
| 2002    | Piano Trio. | Música instrumental (conjunto)        | 20:00    |
| 2002    | A Dance on the Hill, para mezzo-soprano y orquesta.                                                                                                   | Música vocal (orquesta)               | 23:00    |
| 2002    | A Calendar of Kings, coro a capella. | Música coral (capella)                | 07:00    |
| 2002    | Missa Parvula, coro a capella y órgano. | Música coral (capella)                | 20:00    |
| 2002    | Veni Creator Spiritus, para flauta, bass y clarinete (hay vers. para órgano solo).                                                                    | Música instrumental (conjunto)        | 06:00    |
| 2002    | Mass, para coro (SATB) y órgano, con segundo órgano opcional.                                                                                         | Música coral (órgano)                 | 25:00    |
| 2002    | Linguae Ignis (Tongues of Fire), para cello y orquesta.                                                                                               | Música orquestal (concertante)        | 12:00    |
| 2002    | A Glass of Shiraz, para ensemble. | Música instrumental (conjunto)        | 06:00    |
| 2003    | Naxos Quartet No. 2. | Música de cámara (cuarteto)           | 41:00    |
| 2003    | Naxos Quartet No. 3. | Música de cámara (cuarteto)           | 35:00    |
| 2003    | Seven Skies in Winter, para conjunto instrumental. | Música instrumental (conjunto)        | 18:00    |
| 2003    | Snow Cloud over Lochan, para piano para principiantes.                                                                                                | Música solista (piano)                | 03:00    |
| 2003    | The Kestrel Road, coro a capella. | Música coral (capella)                | 15:00    |
| 2003    | Dum Complerentur. Motete para coro (SATB) y órgano opcional.                                                                                          | Música coral (órgano)                 | 06:00    |
| 2003    | Angelus, para a capella SATB chorus. | Música coral (capella)                | 08:00    |
| 2003    | Otter Island, Cantata para voces de niños, con acompañamiento de piano.                                                                               | Música vocal (cantata)                | 06:00    |
| 2003    | Mrs. Johnson's Tunes, Children's recorders con acompañamiento de piano.                                                                               | Música vocal (instrumentos)           | 05:00    |
| 2003    | Veni Sancte Spiritus. Motete para coro (SATB) y órgano opcional.                                                                                      | Música coral (órgano)                 | 05:00    |
| 2003    | Two Motets, coro a capella y órgano (opcional). | Música coral (capella)                | 10:00    |
| 2003    | Step by Circle, coro a capella y piano. | Música coral (capella)                | 15:00    |
| 2004    | A Sad Paven in These Distracted Tymes, para cuarteto de cuerdas.                                                                                      | Música de cámara (cuarteto)           | 07:00    |
| 2004    | Naxos Quartet No. 4, Children's Games. | Música de cámara (cuarteto)           | 20:00    |
| 2004    | Judas Mercator, para solo trombone. | Música solista                        | 03:00    |
| 2004    | Michael Archangelus, coro a capella. | Música coral (capella)                | 04:00    |
| 2004    | Musikgeschichte in Einem Satz, kurz, para cuarteto de cuerdas.                                                                                        | Música de cámara (cuarteto)           | 05:00    |
| 2004    | Lullay, my child, and weep no more, para coro (SATB), soprano solo y órgano opcional (o con acompañamiento de piano).                                 | Música coral (órgano)                 | 04:00    |
| 2004    | The Fall of the Leafe, para orquesta de cuerda. | Música de cámara (cuarteto)           | 08:00    |
| 2004    | Hymn to Artemis Locheia - Clarinete Quintet, para clarinete y string quartet.                                                                         | Música vocal (instrumentos)           | 30:00    |
| 2004    | Fanfare for Carinthia, para cuatro trompetas (natural o de valvulas).                                                                                 | Música instrumental (cuarteto)        | 05:00    |
| 2004    | Telos 135, para cuatro trompetas naturales y kettle drums.                                                                                            | Música instrumental (conjunto)        | 08:00    |
| 2004    | Naxos Quartet No. 5. | Música de cámara (cuarteto)           | 25:00    |
| 2004    | Magnificat and Nunc Dimitis - The Edinburgh Service, para coro (SATB) y órgano.                                                                       | Música coral (capella)                | 20:00    |
| 2005    | Naxos Quartet No. 6. | Música de cámara (cuarteto)           | 40:00    |
| 2005    | Naxos Quartet No. 7. | Música de cámara (cuarteto)           | 56:00    |
| 2005    | Naxos Quartet No. 8, para cuarteto de cuerdas. | Música de cámara (cuarteto)           | 15:00    |
| 2005    | Beacons of Hope. March para Military Band. | Música orquestal                      | 04:00    |
| 2005    | The Golden Rule, para coro (SATB) y orquesta, y versión alternativa para coro (SATB) y órgano.                                                        | Música coral (orquesta)               | 15:00    |
| 2005    | The Light of the Lord (Isaiah), para coro (SATB) y órgano.                                                                                            | Música coral (órgano)                 | 04:00    |
| 2005    | Suscipe Quaesumus, para SSATB coro y orquesta. | Música coral (orquesta)               | 02:00    |
| 2005    | St. Bartholomew's Prayer, para SSATB Chorus. | Música coral (capella)                | 02:00    |
| 2005    | Laudate Dominum, para unaccompanied SATB Chorus. | Música coral (capella)                | 06:00    |
| 2005    | Military March, para conjunto instrumental. | Música instrumental (conjunto)        | 07:00    |
| 2005    | Prayer of Thanksgiving in Times of Terror. To mark the 400th anniversary of the Gundpowder Plot, para coro (SATB) y órgano.                           | Música coral (órgano)                 | 08:00    |
| 2005    | Kettletoft Pier, para piano. | Música solista (piano)                | 03:00    |
| 2005    | Carol: An Heaveny Song, para coro (SATB) y órgano. | Música vocal (órgano)                 | 03:00    |
| 2005    | Backaskail March, para orquesta escolar de cuerda. | Música orquestal (cámara)             | 03:00    |
| 2005    | O verbum patris, coro a capella y órgano. | Música coral (capella)                | 10:00    |
| 2005    | Commemoration Sixty, para coro de niños, coro (SATB), banda militar, trompetas militares y trombones y orquesta.                                      | Música coral (orquesta)               | 20:00    |
| 2006    | Lumen Cognitionis, para conjunto instrumental. | Música instrumental (conjunto)        | 05:00    |
| 2006    | Naxos Quartet No. 9, para cuarteto de cuerdas. | Música de cámara (cuarteto)           | 30:00    |
| 2006    | The Dream of St. Ursula, para bassoon solo y conjunto instrumental.                                                                                   | Música instrumental (conjunto)        | 03:00    |
| 2006    | Start Point, para string ensemble. | Música instrumental (conjunto)        | 08:00    |
| 2006    | A Little Birthday Music, para coro de niños al unísono, fanfarria de trompetas y orquesta.                                                            | Música coral (orquesta)               | 16:00    |
| 2006    | Kettletoft Inn, para Northumbrian bagpipes y instrumental ensemble.                                                                                   | Música instrumental (conjunto)        | 20:00    |

## Premios y distinciones
Premios Óscar
| Año  | Categoría                                      | Película   | Resultado |
| ---- | ---------------------------------------------- | ---------- | --------- |
| 1972 | Mejor orquestación: adaptación y coro original | El novio ' | Nominado  |